# 최경용
최경용(崔景鏞, 1979년 8월 25일 ~)은 대한민국의 법원 감정인, 건축시공기술사다.

## 학력
- 광운대학교 건설법무대학원 석사

## 직업
- 감정인
- 전문심리위원
- 건축시공기술사[1]

## 소속
- 기술사사무소 도경

## 경력
- 2020.08 ~ 건축시공기술사
- 2020.09 ~ 기술사사무소 도경 대표
- 2021.01 ~ 서울중앙지방법원 감정인
- 2021.01 ~ 서울북부지방법원 감정인
- 2021.01 ~ 서울동부지방법원 감정인
- 2021 ~ 2024 인천지방법원 부천지원 감정인
- 2021.01 ~ 인천지방법원 감정인
- 2021 ~ 2024 의정부지방법원 감정인
- 2021.02 ~ 서울고등법원 전문심리위원
- 2022.01 ~ 창원지방법원 진주지원 감정인
- 2022.01 ~ 서울고등법원 감정인
- 2022.01 ~ 안성시 공동주택 품질점검 위원
- 2022 ~ 2024 성남시 공공건축 품질자문 위원
- 2023.01 ~ 서울남부지방법원 감정인
- 2023.01 ~ 전주지방법원 감정인
- 2023.01 ~ 강원도 공동주택 품질점검 위원
- 2025.01 ~ 부산지방법원 감정인
- 2025.07 ~ 서울특별시 공동주택 품질점검단 위원

## 상훈
- 2024.12 강원도 도지사 표창